# N,N'-dicyclohexylcarbodi-imide
N,N′-dicyclohexylcarbodi-imide (afgekort als DCC of DCCI) is een reactieve organische verbinding uit de groep van carbodi-imiden. Bij standaardomstandigheden is het een wasachtige vaste stof, met een vrij laag smeltpunt (ongeveer 35 °C). Het is onoplosbaar in water, maar goed oplosbaar in vele organische oplosmiddelen.

## Synthese
De standaardmethode voor de bereiding van carbodi-imiden is door de dehydratie van het corresponderende ureum of thio-ureum; in dit geval is dat dicyclohexylureum of dicyclohexylthio-ureum. De dehydratie van dicyclohexylureum (dat gemakkelijk te bereiden is uit dicyclohexylamine en ureum) gebeurt op kamertemperatuur met 4-tolueensulfonylchloride in aanwezigheid van een base, zoals een pyridine.

## Toepassingen
N,N′-dicyclohexylcarbodi-imide wordt veel in de organische synthese gebruikt voor reacties van carbonzuren met amines of alcoholen. Het carbodi-imide activeert een carbonzuur omdat een van de stikstofatomen geprotoneerd kan worden, waardoor op het centrale koolstofatoom van N,N′-dicyclohexylcarbodi-imide een elektrofiel centrum ontstaat. Het ontstane carboxylaat kan hierop als nucleofiel aanvallen. Hierdoor ontstaat een betere leaving group. Het amine kan nu aanvallen op de carbonylgroep en dicyclohexylureum wordt (na intermoleculaire protonentransfer) uitgestoten. Formeel fungeert N,N′-dicyclohexylcarbodi-imide dus ook als dehydratiereagens dat het water opneemt dat bij de reactie vrijkomt:
{\displaystyle \mathrm {RCOOH\ +\ R'NH_{2}\ +\ (C_{6}H_{11}N)_{2}C\ \longrightarrow \ RCONHR'\ +\ (C_{6}H_{11}NH)_{2}CO} }
De estervorming met N,N′-dicyclohexylcarbodi-imide als koppelingsreagens staat bekend als de Steglich-verestering. Ze vereist een katalytische hoeveelheid DMAP om omlegging te voorkomen:
Het reactiemechanisme is analoog aan dat van de amidevorming: de nucleofiele aanval gebeurt nu door het alcohol.
Dergelijke reacties kunnen met N,N′-dicyclohexylcarbodi-imide onder milde omstandigheden uitgevoerd worden, gewoonlijk reeds op kamertemperatuur, en zijn geschikt voor labiele verbindingen die men in andere methodes niet kan gebruiken. Dat maakt N,N′-dicyclohexylcarbodi-imide zeer geschikt voor de koppeling van aminozuren bij de stapsgewijze synthese van peptiden. De stof activeert een eerste aminozuur. De koppeling gebeurt door een nucleofiele aanval door de aminogroep van het tweede aminozuur, waarbij opnieuw dicyclohexylureum vrijkomt.

## Toxicologie en veiligheid
N,N′-dicyclohexylcarbodi-imide is het beste koppelingsreagens voor de synthese van peptiden. Het heeft wel als nadelen dat het bij kamertemperatuur vast is. Bovendien is het een sterk allergeen. De stof is tevens toxisch en corrosief. Als alternatief kan N,N′-di-isopropylcarbodi-imide (DIC) gebruikt worden: dat is een vloeistof en niet allergeen.